# نايكي
مؤسسة نايكي (بالإنجليزية: .Nike, Inc)‏ هي شركة أمريكية كبيرة لإنتاج الملابس والأحذية والأدوات الرياضية. أنشأت في 25 يناير 1964 باسم بلو ريبون سبورتس، على يد بيل باورمان وفيليب نايت، وتغير اسمها إلى نايكي في عام 1978. الشركة اشتق اسمها من آلهة النصر الإغريقية Nike. ولقد استحوذت الشركة على علامات تجارية رياضية أخرى، منها: كول هان، هيرلي إنترناشونال، كونفيرس إنك، وأمبرو.
تعتبر علامة «نايك» الرياضية، من أغلى العلامات التجارية في العالم. وتزين علامتها التجارية قمصان أشهر اندية كرة القدم الدولية ومنها: برشلونة الإسباني وإنتر ميلان الإيطالي وباريس سان جيرمان الفرنسي وأتليتيكو مدريد الإسباني وتشيلسي الإنجليزي وتوتنهام هوتسبير الإنجليزي. وكذلك بعض المنتخبات الوطنية الشهيرة مثل: البرازيل، وإنجلترا، وفرنسا، والبرتغال، وهولندا، وكوريا الجنوبية، والولايات المتحدة.

## سبب التسمية
الاسم في شعار الشركة سمي تيمناً بآلهة النصر الأغريقية نايكي. والشعار يرمز إلى مسار طيران الآلهة.
أنهى الرئيس والمؤسس المشارك لشركة نايك، فيليب نايت، أخيرا جدلاً استمر لأكثر من 50 عاماً حول النطق الصحيح لاسم الماركة العالمية «نايك» أم «نايكي»،
وأرسل البريطانيان كيندال بيتر وبين مارتن، بعد أعوام من الخلاف حول اسم الماركة الأميركية، رسالة إلى مؤسس الشركة سألوه فيها أن يحل ما وصفوه بـ «أحد أكبر الأسئلة التي ليس لها حل في العالم»، وأن يضع دائرة على النطق الصحيح للماركة ليتم استخدامه عند الحديث عنها. ورد نايت على الرسالة بوضعه دائرة على النطق الصحيح الذي قد يفاجئ العديد وهو «نايكي».
وقال البريطانيان لصحيفة «دايلي ميل»: «تراهنا رهاناً ودياً لفترة، وقررنا أن نكتب رسالة إلى نايت ليحل لنا أحد أكبر الأسئلة غير المحلولة في الحياة، وألحقنا العنوان مع الرسالة ليقوم ببساطة بوضع دائرة على الإجابة وإرجاعها إلينا». وأضافا: «لم نتوقع أن يرد على الرسالة، ولكن الفضل له لإرجاعه الرسالة وإفادتنا بالجواب بعد أسابيع قليلة».

## وصلات خارجية
- الموقع الرسمي